# Vincent Piazza
Vincent Piazza (New York, 25 maggio 1976) è un attore statunitense, noto soprattutto per aver interpretato il ruolo di Lucky Luciano nella serie televisiva Boardwalk Empire.

## Biografia
Nato e cresciuto nel Queens, borough di New York, da padre italiano, emigrato negli Stati Uniti nei primi anni sessanta, e da madre statunitense d'origini tedesche, ha avuto una carriera di atleta al college (hockey su ghiaccio) prima di fare l'attore.
Partecipa a diverse produzioni off-Broadway, tra cui Baby Steps al Lion Theatre; interpreta Sam Levine in A Match Made in Manhattan. È tra i protagonisti di pellicole indipendenti quali  The Dawn, Waiters, Death by Committee, Color of a Doubt.
Le prime apparizioni cinematografiche avvengono nel biennio 2006-2007:  fa parte del cast di diverse serie televisive, tra cui I Soprano, Rescue Me, Law & Order. Partecipa inoltre al cortometraggio bellico Back to the Front e a commedie adolescenziali come Rocket Science (2007) e Assassination Of A High School President (2008), ma soprattutto viene scelto nel 2010 per interpretare il boss Lucky Luciano nella serie tv dell'HBO Boardwalk Empire prodotta da Martin Scorsese. Per le prime 2 stagioni della celebre serie gangster, Piazza si aggiudica 2 Screen Actors Guild Award per il miglior cast in una serie drammatica consecutivi (2010 e 2011).
Interpreta Tommy DeVito nella pellicola Jersey Boys di Clint Eastwood (2014).

## Filmografia

### Cinema
- Stephanie Daley, regia di Hilary Brougher (2006)
- Rocket Science, regia di Jeffrey Blitz (2007)
- The Assassination - Al centro del complotto (Assassination of a High School President), regia di Brett Simon (2008)
- Jersey Boys, regia di Clint Eastwood (2014)
- The Wannabe, regia di Nick Sandow (2015)
- The Intervention, regia di Clea DuVall (2016)
- Never Here, regia di Camille Thoman (2017)
- The Girl Who Invented Kissing, regia di Tom Sierchio (2017)

### Televisione
- I Soprano (The Sopranos) – serie TV, 3 episodi (2006-2007)
- Rescue Me – serie TV, 6 episodi (2007)
- How I Met Your Mother – serie TV, episodio 5x07 (2009)
- Law & Order - I due volti della giustizia (Law & Order) – serie TV, episodio 17x21 (2007)
- Boardwalk Empire – serie TV, 56 episodi (2010-2014) - Lucky Luciano
- The Passage – serie TV, 10 episodi (2019)
- Pacific Rim - La zona oscura (Pacific Rim: The Black) – serie TV (2021-in corso) – voce
- Tulsa King - serie TV (2022-in corso)

## Doppiatori italiani
- Davide Marzi in Boardwalk Empire - L'impero del crimine, The Passage
- Renato Novara in Law & Order: Criminal Intent
- Paolo Macedonio in Jersey Boys
- Francesco Sechi in Tulsa King